# H-dagurinn
H-dagurinn (isl. „Dzień-H”), Hægri dagurinn (isl. „prawy dzień”)  − przeprowadzona na Islandii w niedzielę 26 maja 1968 o 6:00 rano zmiana organizacji ruchu z lewostronnego na prawostronny.
Islandzki parlament (Alþingi) podjął 13 maja 1964 roku uchwałę zobowiązującą rząd do zmiany organizacji ruchu w najbliższym możliwym terminie.
Do realizacji zadania została powołana Komisja Ruchu Drogowego (Umferðarnefnd). Koszty przebudowy autobusów oceniono na ponad 33 miliony koron islandzkich, a konieczne zmiany w infrastrukturze wyceniono na 12 milionów. W czasie nocy poprzedzającej zmianę wymieniono w całym kraju 1662 znaki drogowe, w sumie wymiana objęła 5727 znaków.
Jedyną ofiarą zmiany organizacji ruchu był młody rowerzysta, który złamał nogę.